# Pterobryopsis scabriuscula
Pterobryopsis scabriuscula är en bladmossart som beskrevs av Fleischer 1905. Pterobryopsis scabriuscula ingår i släktet Pterobryopsis och familjen Pterobryaceae. Inga underarter finns listade i Catalogue of Life.